# Bautechnik (Zeitschrift)
Bautechnik (Bautechnik – Zeitschrift für den gesamten Ingenieurbau) ist eine Zeitschrift für das gesamte Bauingenieurwesen im Verlag Ernst und Sohn, die seit 1950 monatlich in deutscher Sprache erscheint. Sie kam zuerst 1923 heraus.
Der Verleger Georg Ernst gab 1922 die Zeitschriften Zentralblatt der Bauverwaltung (gegründet 1881), Zeitschrift für Bauwesen (gegründet 1851) und Die Denkmalpflege (gegründet 1899) auf (einmal wegen der Inflation, aber auch wegen Unstimmigkeiten mit den beteiligten Behörden, da die Zeitschrift für Bauwesen und das Zentralblatt für Bauverwaltung amtlich waren) und plante mit der Bautechnik eine Zeitschrift für das gesamte Bauwesen. Sie erschien anfangs wöchentlich in 56 Heften und zusätzlich mit vierteljährlichen Sonderheften mit größeren Abhandlungen. Auch die Zeitschrift Stahlbau des Verlags war ab 1928 zuerst nur eine Beilage der Bautechnik und erst ab 1951 selbständig. Ab 1924 gab es eine Zeitschriftenschau im Heft. Von 1923 bis 1939 hatte August Laskus und danach Erich Lohmeyer (am 1. Januar 1940) die Schriftleitung inne.
Nach der durch den Zweiten Weltkrieg bedingten Unterbrechung erschien die Bautechnik ab 1947 zunächst zusammen mit den anderen großen Bautechnik-Zeitschriften des Verlags (Stahlbau und Beton- und Stahlbetonbau); erst ab 1950 trennten sich die Zeitschriften wieder. Bis 1985 leitete Robert von Halász die Zeitschrift, um sie dann an Gebhard Hees zu übergeben. Von Januar 1992 bis August 2010 war Doris Greiner-Mai Chefredakteurin, ihr folgte Dirk Jesse. 2022 erscheint die Bautechnik im 99. Jahrgang.
Seit dem 4. Juni 2008 ist die Bautechnik im Journal Citation Report von Clarivate Analytics (vormals Thomson Reuters) gelistet.,
Der Impact-Faktor für das Jahr 2020 beträgt 0,408.

## Nachweise
1. ↑  Verlag und Schriftleitung: An unsere Freunde, Mitarbeiter und Leser, in: Die Bautechnik 18 (1940), H. 1–2 (hier S. 2).
2. ↑  Doris Greiner-Mai: In eigener Sache – BAUTECHNIK bei ISI akkreditiert, in: Bautechnik, 86. Jg. (2009), H. 1, S. 74.
3. ↑  Impact-Faktor 2020 veröffentlicht